# Pterogonia excisa
Pterogonia excisa är en fjärilsart som beskrevs av Arnold Pagenstecher 1898. Pterogonia excisa ingår i släktet Pterogonia och familjen trågspinnare. Inga underarter finns listade.